# Senyera (Valência)
Senyera (em valenciano e oficialmente) ou Señera (em castelhano) é um município da Espanha na província de Valência, Comunidade Valenciana. Tem 2 km² de área e em 2021 tinha 1 132 habitantes (densidade: 566 hab./km²).

## Demografia
| Variação demográfica do município entre 1991 e 2004 | Variação demográfica do município entre 1991 e 2004 | Variação demográfica do município entre 1991 e 2004 | Variação demográfica do município entre 1991 e 2004 |
| --------------------------------------------------- | --------------------------------------------------- | --------------------------------------------------- | --------------------------------------------------- |
| 1991                                                | 1996                                                | 2001                                                | 2004                                                |
| 825                                                 | 885                                                 | 971                                                 | 1038                                                |